# Leptonannus latipennis
Leptonannus latipennis är en insektsart som först beskrevs av Philip Reese Uhler 1904.  Leptonannus latipennis ingår i släktet Leptonannus och familjen dvärgskinnbaggar. Inga underarter finns listade i Catalogue of Life.